# شبکه سازی قطعی
شبکه سازی قطعی (DetNet) تلاشی از سوی گروه کاری IETF DetNet برای مطالعه نحوه اجرای مسیرهای داده قطعی برای برنامه‌های زمان واقعی با نرخ بسیار کم اتلاف داده، تغییر تأخیر بسته (لغزش) و تأخیر محدود، مانند جریان صوتی و تصویری، اتوماسیون صنعتی و کنترل وسیله نقلیه است.
DetNet در بخش‌های مسیر یابی IP Layer 3 با استفاده از یک لایه شبکه تعریف شده توسط نرم‌افزار برای ایجاد یکپارچه سازی IntServ و DiffServ فعالیت می‌کند و با استفاده از فناوری‌هایی مانند MPLS و شبکه حساس به زمان IEEE 802.1 ، خدمات را روی بخش‌های پل لایه پایین‌تر ارائه می‌دهد. شبکه سازی قطعی قصد دارد تا کنترل صنعتی و برنامه‌های صوتی تصویری معتبر با اهمیت زمانی را از شبکه‌های فیلدباس مخصوص (HDMI، CAN bus، PROFIBUS , RS-485، RS-422 / RS-232 و I²C) به بسته شبکه‌ها و IP به‌خصوص انتقال دهد. DetNet هم از برنامه‌های جدید و هم از برنامه‌های موجود IT در همان شبکه فیزیکی پشتیبانی خواهد کرد.
برای پشتیبانی از برنامه‌های زمان واقعی، DetNet رزرو منابع سطح داده را در گره‌های میانی در طول مسیر جریان داده، محاسبه مسیرهای صریح که به توپولوژی شبکه بستگی ندارد، و توزیع مجدد بسته‌های داده در طول زمان و / یا فضا برای تحویل داده‌ها حتی با از دست دادن یک مسیر انجام می‌دهد.

## بنیاد و پایه
زیرساخت استاندارد IT نمی‌تواند داده‌های حساس به تأخیر را به‌طور کارآمد کنترل کند. سوئیچ‌ها و روترها از الگوریتم‌های کاملاً نامشخصی برای پردازش بسته‌ها / فریم‌ها استفاده می‌کنند، که ممکن است منجر به پراکندگی جریان داده شود. یک راه حل معمول برای هموار سازی این جریان‌ها، افزایش اندازه بافر است، اما این تأثیر منفی بر تأخیر تحویل دارد زیرا داده‌ها باید قبل از شروع انتقال به سوئیچ بعدی یا روتر، بافرها را پر کنند.
گروه کاری شبکه حساس به زمان IEEE الگوریتم‌های تعیین‌کننده ای را برای صف بندی، شکل دهی و برنامه‌ریزی تعیین کرده است که به هر گره اجازه می‌دهد تا با محاسبه اندازه بافر در سوئیچ شبکه، پهنای باند و تأخیر را با توجه به نیاز هر جریان داده اختصاص دهد. الگوریتم‌های مشابه می‌توانند در لایه‌های بالاتر شبکه برای بهبود انتقال بسته‌های IP و ایجاد قابلیت همکاری با سخت‌افزار TSN در صورت وجود استفاده شوند.

## الزامات
برنامه‌های کاربردی از زمینه‌های مختلف اغلب الزامات اساسی مشابه دارند که ممکن است شامل موارد زیر باشد:
1. همگام سازی زمان در هر گره (روترها / پل) در کل شبکه، با دقت متغیر از نانو ثانیه تا میکروثانیه.
2. جریان داده قطعی، که باید موارد زیر را پشتیبانی کند:
  - بسته‌های unicast یا multicast ؛
  - ضمانت کردن حداقل و حداکثر تأخیر نقطه انتهایی به نقطهٔ انتهایی در تمام شبکه با لغزش زیاد در هنگام نیاز؛
  - نسبت تلفات بسته اترنت از 10−9 به 10−12، شبکه‌های مش بی‌سیم در حدود 10−5؛
  - استفاده زیاد از پهنای باند شبکه موجود (بدون نیاز به تأمین بیش از حد تدارکات).
  - پردازش جریان بدون گاز، بازخورد احتقان، یا تأخیر انتقال شبکه تعریف شده دیگر.
  - یک برنامه انتقال ثابت یا حداکثر پهنای باند و اندازه بسته.
3. برنامه‌ریزی، شکل دهی، محدود کردن و کنترل انتقال در هر گره.
4. محافظت در برابر گره‌های نادرست (هم در داده‌ها و هم در صفحه‌های کنترل): یک جریان نمی‌تواند جریان‌های دیگر را حتی زیر فشار زیاد تحت تأثیر قرار دهد.
5. ذخیره منابع در گره‌هایی که جریان را حمل می‌کنند.

## عمل

### تخصیص منابع
برای کاهش درگیری مربوط به فقدان بسته، منابعی مانند فضای بافر یا پهنای باند پیوند می‌تواند به جریان طول مسیر از مبدأ به مقصد اختصاص داده شود. حفظ ذخیره بافر کافی در هر گره نیز حداکثر تأخیر انتها به انتها را محدود می‌کند. حداکثر سرعت انتقال و حداکثر اندازه بسته باید به‌طور واضح برای هر جریان مشخص شود.
هر گره شبکه در طول مسیر نباید از این نرخ داده‌ها فراتر رود، زیرا هر بسته ارسال شده از زمان مقرر نیاز به بافر اضافی در گره بعدی دارد که ممکن است از منابع اختصاص یافته آن بیشتر باشد. برای محدود کردن نرخ داده‌ها، توابع کنترل ترافیک و شکل‌گیری در درگاه‌های ورودی اعمال می‌شود. این امر همچنین از رفت‌وآمد منظم IT در برابر رفتارهای نادرست منابع DetNet محافظت می‌کند. فیلدهای زمان اجرا در بسته‌ها و هماهنگ سازی زمان زیر میکرو ثانیه در تمام گره‌ها برای اطمینان از حداقل تأخیر پایان به پایان و از بین بردن تحویل نامنظم (لغزش) استفاده می‌شود. لغزش کیفیت درک شده از برنامه‌های سمعی و بصری را کاهش می‌دهد و برنامه‌های کنترل شبکه ساخته شده با پروتکل‌های ارتباطی سریالی به هیچ وجه نمی‌توانند از عهده لغزش برآیند.

### حفاظت از خدمات
از بین رفتن بسته‌ها همچنین می‌تواند ناشی از خطاهای رسانه ای و خرابی تجهیزات باشد. تکثیر و حذف بسته‌ها و رمزگذاری بسته‌ها خدمات محافظتی از این خرابی‌ها را تأمین می‌کند.
تکثیر و حذف با انتشار داده‌ها در چندین مسیر مشخص و جمع‌آوری مجدد آنها بر اساس نزدیکی مقصد کار می‌کند. دنباله اعداد یا مهر زمان به جریان DetNet اضافه می‌شود، یا بسته پروتکل را انتقال می‌دهد سپس بسته‌های تکراری حذف می‌شوند و بسته‌های خارج از ترتیب، براساس اطلاعات ترتیب گذاری و گزارش‌های مخابره دوباره مرتب می‌شوند، همچنین جریان تأخیری محدودیت‌ها بر محدودیت‌های بی نظمی می‌افزاید، زیرا بسته‌های خارج از سفارش بر لغزش تأثیر می‌گذارند و به بافر اضافی نیاز دارند.
طول‌های مختلف مسیر نیز برای برابر کردن تاخیرها و اطمینان از محدودیت‌های پهنای باند پس از بازیابی خرابی، به بافر اضافی نیاز دارند. تکثیر و حذف ممکن است توسط چندین گره DetNet برای بهبود محافظت در برابر خرابی‌های متعدد استفاده شود. رمزگذاری بسته از چندین واحد انتقال برای هر بسته، جهت اضافه کردن افزونگی و اطلاعات تصحیح خطا از چندین بسته به هر بخش انتقال استفاده می‌کند.

### مسیرهای صریح
در شبکه‌های مش، وقایع توپولوژی مانند خرابی یا بازیابی می‌توانند بر جریان داده‌ها حتی در بخشهای شبکه از راه دور تأثیر بگذارند. یک عارضه جانبی از تغییر مسیر، تحویل بسته خارج از ترتیب است.
شبکه‌های زمان حقیقی اغلب مبتنی بر حلقه‌های فیزیکی با یک پروتکل کنترل ساده و دو پورت در هر دستگاه برای مسیرهای زائد هستند، هرچند با افزایش تعداد هاپ و تأخیر همراه است. مسیرهای DetNet معمولاً به صراحت مشخص می‌شوند و در پاسخ به رویدادهای توپولوژی شبکه (حداقل بلافاصله) تغییر نمی‌کنند، بنابراین هیچ گونه وقفه ای در مسیر یابی یا اتصال گفتگوهای پروتکل وجود ندارد. مسیرهای صریح را می‌توان با RSVP-TE , Segment Routing , IS-IS , MPLS-TE path-switched path (LSP) یا یک لایه شبکه تعریف شده توسط نرم‌افزار ایجاد کرد.

### مهندسی ترافیک
گروه کاری معماری مهندسی ترافیک و علامت دهی(TEAS) IETF پروتکل‌های MPLS-TE LSP و RSVP-TE را حفظ می‌کند. این پروتکل‌های مسیریابی مهندسی ترافیک مشخصات جریان DetNet را به کنترل‌های IEEE 802.1 TSN برای صف بندی، شکل دهی و الگوریتم‌های برنامه‌ریزی، مانند شکل دهنده مبتنی بر اعتبار IEEE 802.1Qav، شکل دهنده زماندار IEEE802.1Qbv با یک زمانبندی زمان چرخش، IEEE802.1Qch بافر کردن دوگانه و سه‌گانه را همگام می‌کند، پیش دستی دسته اترنت 802.1Qbu/802.3br، و 802.1CB کپی و حذف را تنظیم می‌کند را ترجمه می‌کنند. تعامل پروتکل تعریف شده توسط IEEE 802.1CB برای تبلیغ قابلیت‌های زیر شبکه TSN به جریان DetNet از طریق توابع شناسایی Active Destination MAC و VLAN استفاده می‌شود. جریان‌های DetNet با مقصد آدرس MAC، شناسه VLAN و پارامترهای اولویت نیازهای Stream ID و QoS برای گویندگان و شنوندگان در زیرشبکه AVB / TSN مطابقت دارند.

## موارد استفاده
IETF موارد استفاده زیر را پیش‌بینی می‌کند:
- صوتی و تصویری حرفه ای (ارتباط تصویری صوتی)
- تولید و توزیع برق
- سیستم‌های اتوماسیون ساختمان (BAS)؛
- شبکه‌های مش صنعتی بی‌سیم؛
- رادیو تلفن همراه (fronthaul / backhaul)؛
- شبکه‌های صنعتی به ماشین (M2M)
- صنعت معدن (کنترل از راه دور وسیله نقلیه)؛
- بلاکچین خصوصی؛
- برش شبکه